# Monochilus
Monochilus là một chi thực vật có hoa trong họ Hoa môi (Lamiaceae).

## Loài
Chi Monochilus gồm các loài: